# Płyta (album Buldoga)
Płyta – debiutancka płyta długogrająca formacji Buldog, wydana 29 września 2006 samodzielnie przez zespół. Oprócz autorskich utworów zawiera także interpretację utworu The Stranglers Nice'n'Sleazy z polskim tekstem, pod tytułem Będziesz z nami oraz Kultu Piosenka młodych wioślarzy z czasów gdy jego członkami byli członkowie Buldoga: Piotr Wieteska, Kazik Staszewski i Jacek Szymoniak (występujący w Buldogu pod pseudonimem Syn Stanisława). Autorem wszystkich tekstów jest Kazik Staszewski.

## Lista utworów
| 1.  | „Będziesz z nami”                                                | 3:13    |
|     | sł./muz. Hugh Cornwell / Jean Jacques Burnel                     |         |
| 2.  | „Elita”                                                          | 4:12    |
|     |                                                                  |         |
| 3.  | „V rozbiór Polski”                                               | 6:51    |
|     |                                                                  |         |
| 4.  | „ZURT”                                                           | 7:07    |
|     |                                                                  |         |
| 5.  | „Obcy w domu”                                                    | 4:55    |
|     |                                                                  |         |
| 6.  | „Jak długo jeszcze czekać będziemy?”                             | 5:57    |
|     |                                                                  |         |
| 7.  | „IV RP”                                                          | 6:09    |
|     |                                                                  |         |
| 8.  | „Pop leży krzyżem”                                               | 5:04    |
|     |                                                                  |         |
| 9.  | „Ona ma pH”                                                      | 4:05    |
|     |                                                                  |         |
| 10. | „Śnij ten sen”                                                   | 4:46    |
|     |                                                                  |         |
| 11. | „Berlin”                                                         | 3:03    |
|     |                                                                  |         |
| 12. | „Ketor Kezlock”                                                  | 4:01    |
|     |                                                                  |         |
| 13. | „Czemu wszyscy wyjechali?”                                       | 4:25    |
|     |                                                                  |         |
| 14. | „Piosenka młodych wioślarzy”                                     | 3:33    |
|     | muzyka: Wieteska, Staszewski, Szymoniak, Grudziński, Kisieliński |         |
|     |                                                                  | 1:07:21 |
|     |                                                                  |         |

## Muzycy
- Piotr Wieteska – bass
- Wojciech Jabłoński – gitara
- Syn Stanisława – klawisze
- Adam Swędera – perkusja
- Kazik Staszewski – wokal
- Janusz Zdunek – trąbka
- Tomasz Glazik – saksofon tenorowy i barytonowy

### Gościnnie
- DJ George – gramofony, scratching
- Kamila Wyrzykowska – wiolonczela
- Grzegorz Sienkiewicz – skrzypce
- Joachim Łuczak – skrzypce
- Michał Trzcionkowski – altówka

## Teledyski i film
Album promował teledysk do utworu "Elita", którego premiera odbyła się 18 kwietnia 2007. Zdjęcia realizowane były w nocy 20 lutego 2007 w jednej z hal na terenie starej łódzkiej elektrowni. Reżyserem jest Grzegorz Korczak, operatorem – Łukasz Żal, scenografem – Urszula Wantuch. W teledysku występują również aktorzy m.in.: Anna Dereszowska, Cezary Iber, Robert Chmielewski oraz Andrzej Fogiel.
Powstał także nieoficjalny, nakręcony podczas próby 21 maja klip pod tytułem Wycieczka z "Ona ma pH", udostępniony na drugi dzień na stronie zespołu.
Pierwotnie podczas koncertu Kazika & Buldoga w Londynie 20 stycznia 2008, a następnie 15 marca miały rozpocząć się zdjęcia do klipu Czemu wszyscy wyjechali?, lecz od tamtego czasu zespół nie podawał dalszych informacji na ten temat.
14 marca 2008 o godz. 8:00 na stronie zespołu odbyła się za to premiera prawie 30 min. filmu ze styczniowego pobytu i wspomnianego koncertu w Londynie. Reżyserem i montażystą filmu jest Marcin "Cinos" Juziuk.

## Sprzedaż
| Oficjalna Lista Sprzedaży OLiS |    |    |    |    |    |    |    |    |
| Tydzień                        | 01 | 02 | 03 | 04 | 05 | 06 | 07 | 08 |
| Pozycja                        | 17 | 15 | 18 | 15 | 29 | 32 | -  | -  |